# Jacob Thomkins
Jacob Thomkins was een Nederlands burgemeester. Hij was tussen januari 1839 en november 1840 ruim anderhalf jaar burgemeester van de gemeente Hengelo. Met zijn vrouw Elisabeth Catharina van den Berg en kinderen woonde Thomkins voor en na zijn tijd als burgemeester van Hengelo in Zwolle, alwaar hij (hoofd)ingenieur was.
Op 23 december 1841 was Thomkins betrokken bij een ongeval met een diligence die, met 12 passagiers en volgeladen, achterover van de Zwolse Kamperpoortenbrug af stortte. Bij het ongeluk vielen vijf, mogelijk zes doden. Als reactie op het voorval werden in januari 1842 alle bruggen in Zwolle onderzocht, waarna onder andere de brug bij de Vispoort verboden werd voor voertuigen wegens de slechte staat er van.